# Phrynus kennidae
Phrynus kennidae är en spindeldjursart som beskrevs av Armas och González 2002. Phrynus kennidae ingår i släktet Phrynus och familjen Phrynidae. Inga underarter finns listade i Catalogue of Life.